# Buon compleanno Elvis! Tour
Buon compleanno Elvis! Tour è un tour del cantante italiano Luciano Ligabue svolto principalmente nei maggiori palasport d'Italia. I concerti cominciano il 3 novembre 1995 a Parma.
Segue l'uscita dell'album Buon compleanno Elvis.

## Light designer
- Billy Bigliardi

## Band
- Federico Poggipollini: chitarra
- Mel Previte: chitarra
- Antonio Righetti: basso
- Roberto Pellati: batteria

## Date
- 3 novembre 1995, Parma, Palasport Bruno Raschi
- 4 novembre 1995, Villorba, PalaVerde
- 6 novembre 1995, Verona, Palasport Verona
- 7 novembre 1995, Forlì, PalaFiera
- 9 novembre 1995, Assago, FilaForum
- 10 novembre 1995, Firenze, Nelson Mandela Forum
- 12 novembre 1995, Napoli, PalaPartenope
- 13 novembre 1995, Bari, Teatro Team
- 16 novembre 1995, Priolo Gargallo, PalaAcer
- 18 novembre 1995, Ancona, PalaRossini
- 19 novembre 1995, Roma, PalaLottomatica
- 21 novembre 1995, Perugia, PalaEvangelisti
- 23 novembre 1995, Modena, PalaPanini
- 24 novembre 1995, Genova, Palasport
- 25 novembre 1995, Torino, PalaStampa

Nella primavera del 1996 i concerti ricominciano sempre nei palasport
- 21 marzo 1996, Desio, Palasport
- 22 marzo 1996, Firenze, Palasport
- 24 marzo 1996, Bassano del Grappa, PalaBassano
- 26 marzo 1996, Caserta, PalaMaggiò
- 29 marzo 1996, Acireale, PalaTupparello
- 30 marzo 1996, Marsala, Palasport
- 12 aprile 1996, Livorno, PalaMacchia
- 13 aprile 1996, Siena, Pala Mens Sana
- 15 aprile 1996, Pavia, PalaRavizza
- 17 aprile 1996, Pescara, PalaTenda
- 19 aprile 1996, Pesaro, BPA Palas
- 20 aprile 1996, Montichiari, PalaGeorge
- 23 aprile 1996, Casalecchio di Reno, PalaMalaguti
- 24 aprile 1996, Desio, PalaBanco
- 26 aprile 1996, Pordenone, Palasport Forum
- 1 maggio 1996, Roma, Concerto del Primo Maggio
- 25 maggio 1996, Varese, Ippodromo Le Bettole
- 27 maggio 1996, Reggio Emilia, Palasport
- 28 maggio 1996, Bergamo, Lazzaretto
- 30 maggio 1996, Alessandria, Piazza Divina Provvidenza
- 31 maggio 1996, Casalromano, Campo sportivo
- 2 giugno 1996, Ascoli Piceno, Stadio Ferruccio Corradino Squarcia
- 4 giugno 1996, Reggio Calabria, PalaCalafiore
- 6 giugno 1996, Lecce, Stadio Via del mare
- 8 giugno 1996, Roma, Curva Sud Stadio Olimpico

Anche in estate, il tour prosegue nelle principali arene sportive e piazze d'Italia, per terminare nei palasport a settembre
- 29 luglio 1996, Fiorenzuola, Stadio comunale
- 31 luglio 1996, Susa, Piazza Savoia
- 1º agosto 1996, La Spezia, Stadio Alberto Picco
- 3 agosto 1996, Cerveno, Campo sportivo
- 5 agosto 1996, Majano, Campo sportivo di Piazza Italia
- 7 agosto 1996, Jesolo, Acqualandia
- 9 agosto 1996, Riccione, Campo sportivo comunale Italo Nicoletti
- 11 agosto 1996, Cerveteri, Campo Sportivo
- 13 agosto 1996, Salerno, Campo sportivo
- 15 agosto 1996, Scanzano Jonico, Campo sportivo
- 17 agosto 1996, Catanzaro, Campo sportivo
- 30 agosto 1996, Castagnole delle Lanze, Piazza Carlo Giovannone
- 1º settembre 1996, Modena, Festa de l'Unità
- 3 settembre 1996, Vercelli, Stadio Leonida Robbiano
- 5 settembre 1996, Latina, Stadio Domenico Francioni
- 8 settembre 1996, Nuoro, Stadio Quadrivio
- 10 settembre 1996, Genova, Palasport di Genova
- 11 settembre 1996, Torino, PalaStampa
- 13 settembre 1996, Lonigo, Pista Speedway
- 14 settembre 1996, Monfalcone, Campo sportivo
- 16 settembre 1996, Assago, FilaForum
- 31 dicembre 1996, Modena, Piazza Grande

## Registrazioni Ufficiali
- Un anno con Elvis (registrato il 9 novembre 1995 al FilaForum di Assago)
- Su e giù da un palco (registrato durante alcune tappe del tour)